# Wrigiana uniserialis
Wrigiana uniserialis är en mossdjursart som först beskrevs av Powell 1967.  Wrigiana uniserialis ingår i släktet Wrigiana och familjen Calwelliidae. Inga underarter finns listade i Catalogue of Life.